# سوفي برادشو
سوفي برادشو (بالإنجليزية: Sufe Bradshaw)‏ هي ممثلة أمريكية، ولدت في 16 أبريل 1986 بشيكاغو في الولايات المتحدة.

## أعمال

### أفلام
- (2009) ستار تريك[2][3][4]

### مسلسلات
- فلاش فورورد
- كولد كيس

## وصلات خارجية
- سوفي برادشو على موقع IMDb (الإنجليزية)
- سوفي برادشو على موقع ألو سيني (الفرنسية)
- سوفي برادشو على موقع أول موفي (الإنجليزية)
- سوفي برادشو على موقع قاعدة بيانات الفيلم (الإنجليزية)
- سوفي برادشو على موقع كينوبويسك (الروسية)